# Tríglifo

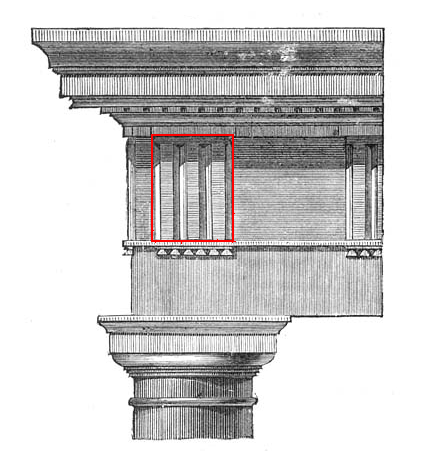
Tríglifo centralizado na última coluna da ordem dórica romana do Teatro de Marcelo.

Tríglifo é um elemento arquitetônico do entablamento dórico com dois sulcos (glifos) inteiros centrais, dois meio-sulcos e uma faixa no cume.